# Benno Fruchtmann
Benno Fruchtmann (geboren am 5. September 1913 in Meuselwitz; gestorben am 14. November 2004 in Tel Aviv) war ein deutsch-israelischer Schriftsteller.

## Leben und Wirken
Benno Fruchtmann war der Sohn einer aus Polen stammenden jüdischen Familie; er war der ältere Bruder des Bremer Regisseurs Karl Fruchtmann. Nach dem Abitur besuchte er einige Kunst- und Kunstgewerbeschulen in Berlin, konnte aber wegen der NS-Rassengesetze seine Ausbildung nicht fortsetzen. Zunächst war er als Gebrauchsgrafiker und Maler tätig. Mit seinem älteren Bruder leitete er nach dem Tod des Vaters das väterliche Kaufhaus in Leipzig. Als Jude vom NS-Regime verfolgt, gelangte er 1935 erstmals nach Palästina, ging dann wieder zurück nach Deutschland, um seine Brüder aus dem KZ zu befreien. Er wanderte 1938 in Palästina ein, wo er fortan als Autor von Hörspielen, Prosa und Lyrik arbeitete. Er lebte in Tel-Aviv, zuletzt in Ramat Gan. In seiner Prosa thematisierte er traumatische Visionen von Angst und Verletzlichkeit. Fruchtmann war Mitglied im Verband deutschsprachiger Schriftsteller in Israel.

## Schriften (Auswahl)
- Träume. In: Neue Deutsche Hefte. Herausgeber: Joachim Günther. Heft 153. Berlin: Neue Deutsche Hefte, 1977.
- Maskerade und anderes von einem deutschsprachigen Autor in Israel (Auslandsdeutsche Literatur der Gegenwart). Olms, 1985.
- Partie verspielt / Heimatliche Betrachtung.In: Auf dem Weg: eine Anthologie deutschsprachiger Literatur in Israel, hrsg. von Meir Faerber. Bleicher, 1989.
- Eine lächerliche Geschichte. Erzählung. Donat Verlag, Bremen 1997, ISBN 3-931737-43-8.

## Hörspiele (Autor)
- 1984: Der Golem - Regie: Günter Bommert (Hörspiel – RB)
- 1987: Ein Interview - Regie: Till Bergen (Hörspiel – RB)
- 1989: Wer bist du? - Regie: Günter Bommert (Hörspiel – RB)